# Tillandsia rusbyi
Tillandsia rusbyi är en gräsväxtart som beskrevs av John Gilbert Baker. Tillandsia rusbyi ingår i släktet Tillandsia och familjen Bromeliaceae. Inga underarter finns listade i Catalogue of Life.